# M. Lilienthal Verlag
Der M. Lilienthal Verlag war ein deutscher Verlag mit Sitz in Berlin.
Der Verlag veröffentlichte insbesondere verschiedene Bücher von Autorinnen aus dem Kreis der künstlerisch-literarischen Vereinigung Die Kommenden.
Zudem veröffentlichte er ab 1903 die Reihe Zur Psychologie unserer Zeit von Iwan Bloch (sie wurde später vom Verlag J. Singer & Co. fortgeführt).

## Veröffentlichungen
1902
- Dolorosa (Maria Eichhorn), Confirmo te chrysmate. Digitalisat (Jüdisches Museum Berlin), Digitalisat (Digitale Sammlungen der Herzogin Anna Amalia Bibliothek), Digitalisat (Universitätsbibliothek Wien)

1903
- Dolorosa, Fräulein Don Juan.
- Dr. Veriphantor (Iwan Bloch), Der Flagellantismus. Ein Beitrag zur Sittengeschichte unserer Zeit (Zur Psychologie unserer Zeit, Heft 1).
- Dr. Veriphantor (Iwan Bloch), Der Fetischismus. Ein Beitrag zur Sittengeschichte unserer Zeit (Zur Psychologie unserer Zeit, Heft 2).
- Erich Mühsam, Die Homosexualität. Ein Beitrag zur Sittengeschichte unserer Zeit (Zur Psychologie unserer Zeit, Heft 3). Digitalisat
- Dr. Veriphantor (Iwan Bloch), Der Sadismus. Ein Beitrag zur Sittengeschichte unserer Zeit (Zur Psychologie unserer Zeit, Heft 4).

1904
- Donald Wedekind, Oh, mein Schweizerland! Novellen und Erinnerungen.

1905
- Thekla Skorra, Wovon mein Herz sich frei gesungen. Digitalisat
- Anna Julia Wolff, Unkraut. Novellen und Skizzen.

1909
- Zwölf Künstlerdrucke.